# 더글러스 맥아더
더글러스 맥아더(영어: Douglas MacArthur 더글러스 매카서[*], 1880년 1월 26일 ~ 1964년 4월 5일)는 미국의 군인이다.
미국 육군사관학교와 미국 육군참모대학교를 거쳐 미국 육군지휘참모대학교를 졸업하고 제1차 세계 대전에서 지휘관으로 활동하였다. 1937년 퇴역하고 필리핀 명예 육군 대장으로 추대되었다가, 1941년 미국 육군의 극동군 사령관으로 복귀하여 태평양 전쟁에서 싸웠다. 1944년 육군 원수로 승진하였다.
제2차 세계 대전의 종결과 일본 제국의 항복이 있은 후 일본의 연합군 최고사령부와 재조선미육군사령부군정청를 관리하였다. 한국 전쟁이 발발하자 당시 미군 사령관으로 참전하였으며, 조선민주주의인민공화국의 인민군이 대구까지 밀고 내려왔을 때 인천상륙작전을 성공시켜 전세를 뒤바꾸는 데 일조했다. 1951년 4월 해리 S. 트루먼 대통령과의 불화로 해임된 이후 조용한 말년을 보내다 1964년 4월에 84세의 나이로 사망했다.

## 성명 표기
더글러스 맥아더의 성은 원래 정확한 영어 발음 표기는 /məkˈɑːrθər/이다. 외래어 표기법에 의한 영어의 한글 표기 원칙대로 그의 성을 한국어로 표기하면 매카서가 맞으나 국립국어원에서는 표준국어대사전에 수록된 관습적 통용 표기를 존중하여 맥아더로 표기 용례를 정하였다.

## 생애

### 생애 초기

#### 출생과 소년기
더글러스 맥아더는 1880년 아칸소주 리틀록의 병영에서 스코틀랜드출신 이민자인 군인 집안의 아들로 출생하였으며 지난날 미국 뉴욕 주 올버니에서 잠시 유아기를 보낸 적이 있는 그는 훗날 미국 뉴욕주 뉴욕 시티에서 성장하였다. 위로 두 형 아서 맥아더 3세(1876~1923)와 맬컴 맥아더(1878~1883)가 있었다. 그러나 맬컴은 5세 때인 1883년에 사망했다.
더글러스의 아버지 아서 맥아더 2세(Arthur MacArthur Jr.)(중장 예편)는 독실한 개신교 신자로, 유년기부터 그에게 영향을 미쳤다. 미국은 노예제를 둘러싼 북부와 남부의 갈등이 터진 남북전쟁으로써 국가를 통합한 후인 1890년대에 중남미와 오세아니아 지역에서 식민지를 넓히는 제국주의 경쟁에 뛰어들었다. 19세기 유럽(영국, 프랑스, 독일, 벨기에, 이탈리아 등), 일본, 미국은 자본주의가 성장하자 자본가들이 시장을 식민지 확장으로써 넓히고자 했다. 자국 내 이념갈등 즉 생각이 다른 국민들끼리 다투는 문제 등을 국외로 식민지를 넓힘으로써 해소하려는 목적도 있다. 일본이 조선을 1910년 식민지로 삼은 것, 미국과의 태프트-가쓰라 협정, 영국과의 영일동맹이나 미국이 미국령 괌, 필리핀 식민통치, 하와이의 미국의 주 편입 등이 그 예인데, 아서 맥아더의 필리핀에서의 군 경력도 그중 하나이다. 
아버지 아서 2세는 미군 장교로서 미국이 에스파냐의 식민지였던 필리핀을 식민통치를 하도록 한 미국-스페인 전쟁과 미국-필리핀 전쟁에 참전하였고, 1900년 미국이 필리핀과의 전쟁에서 승리를 거둔 뒤 점령하고 있던 필리핀의 군정 총독으로 재직한 바가 있었다. 한때 예편하고 돌아와서 법률 공부를 했다가 다시 군인으로 돌아갔다고 한다. 아버지 아서는 행군 때마다 자신도 사병들과 똑같이 걸음으로써, 어린 맥아더에게 지휘관이 먼저 규칙을 지켜야 한다는 것을 가르쳐 주었다. 군인 정신을 가진 아버지의 영향을 받은 그는 군인이 되기로 결심하고 웨스트포인트에 진학했다.
어머니 메리 하디 맥아더(Mary Pinkney Hardy MacArthur)는 자신의 사생활을 포기하면서까지 아들의 교육에 매달렸는데, 아들이 웨스트포인트에 진학했을 때에는 웨스트포인트 근처에 방을 얻어 숙식하면서 아들을 뒷바라지하였다.

#### 사관학교 생활
웨스트포인트를 수석으로 졸업했는데, 웨스트포인트 재학 당시 만연한 학교 내 폭력문제로 방황하기도 하였다.
당시 웨스트포인트 사관학교에서는 권투나 체벌을 빙자한 선배들의 가혹 행위 때문에 일부 사관 후보생들이 자살하거나 학교를 그만두는 일이 있었을 정도로 폭력이 심각했다. 이 사실이 알려지면서 윌리엄 매킨리 대통령 지시로 의회에서 청문회가 벌어졌는데, 이는 청년 맥아더에게 심적인 방황의 원인이 되었던 것이다. 당시 맥아더는 학교 폭력 피해자의 편에서 가해자들을 고발할 것인가, 아니면 군인으로서 입을 무겁게 해야 할 것인가로 고민했다고 한다. 그러나 맥아더는 곧 양심에 따라 가해자들을 고발하는 것으로 결정한다.
한편 웨스트포인트에 재학 중일 때에도 그는 다소 동료 관계가 원만하지 못했다고 한다. 웨스트포인트 출신들의 결혼식은 대개 신랑과 교우들의 끈끈한 유대관계를 보여주는 중요한 사교 행사였다. 그런데도 그의 첫 번째 결혼식은 친구와 동료 하객이 너무 적어서 주목을 끌 정도였다. 한편 그는 가식적인 성격을 지독하게 혐오하여, 마음에 없는 말과 행동을 하는 이가 눈에 띄면 대놓고 지적하고 비꼬기도 했다. 이런 태도 때문에 친구보다는 적을 상당히 많이 만들어 놓았다고 한다.
웨스트포인트를 졸업할 때까지 그는 4년 동안 역대 최고 점수인 98점대의 우수한 성적을 유지했다. 맥아더는 아이젠하워 미국 대통령의 웨스트포인트 대선배였는데 졸업 때 성적은 더글러스가 수석인 반면 아이젠하워는(Class 1915) 132등이었다. 더글러스는 웨스트포인트 육사를 나온 이후 포병학교와 육군대를 거쳐 지휘참모대를 나왔고 한편 운동을 좋아하여 육사 시절 교내 야구 선수로 활동하기도 하였다.
더글러스 맥아더 32세때 1912년 9월 5일 그의 아버지 아서 주니어가 사망한다.

### 1, 2차 세계 대전 참전

#### 제1차 세계 대전 참전과 예편

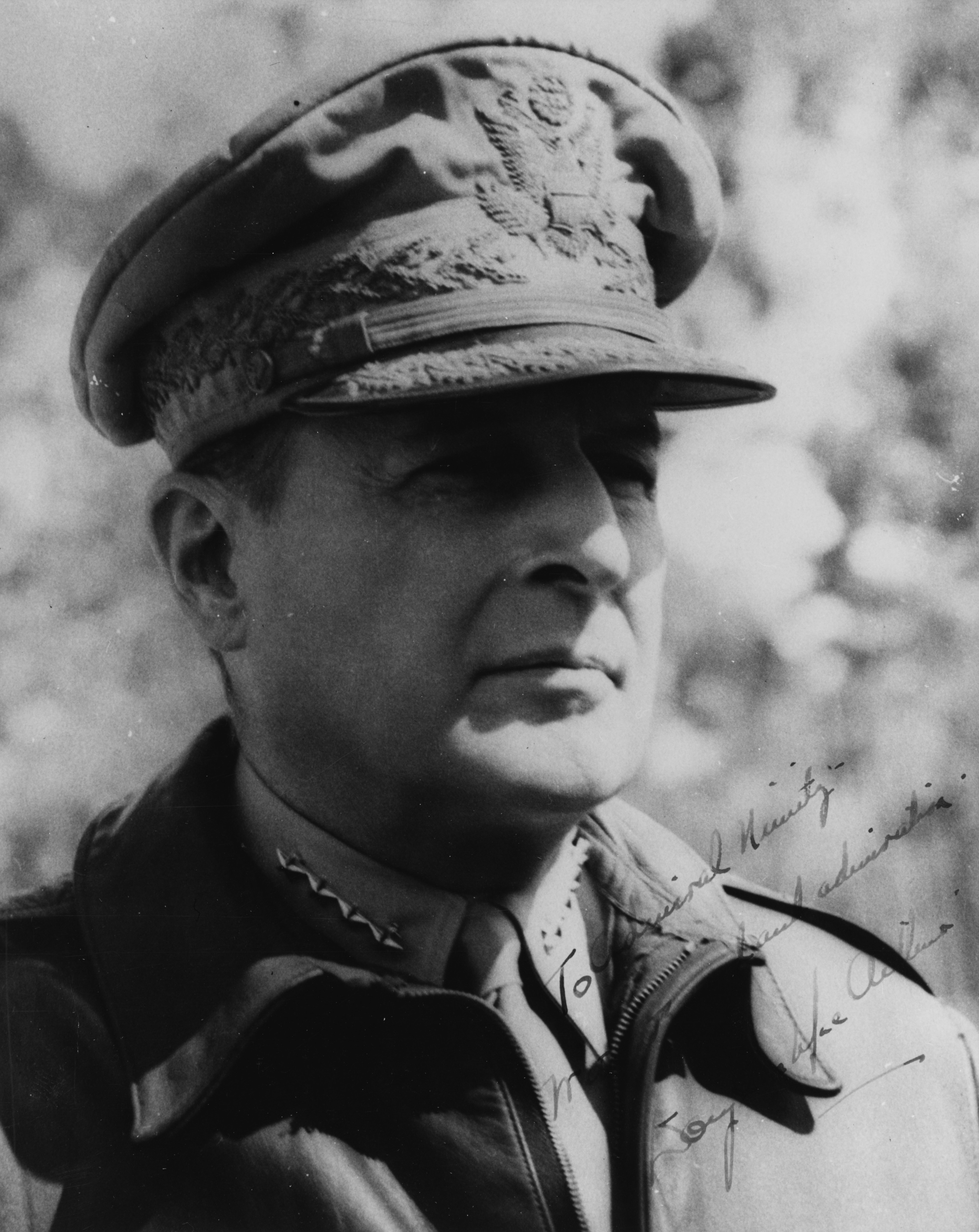
제2차 세계 대전중의 맥아더

제1차 세계 대전 미군의 참전 당시 제42사단 참모장이자 대령인 그는 프랑스로 파병하여 복무하였으며. 제1차 세계 대전 때 42사단 근무시 1918년 육군 준장으로 승진하여, 프랑스 주둔군 84보병 여단장, 42사단 임시 사단장이 되었는데 프랑스에서 미군 최연소 사단장이기도 했다. 이후 1919년 웨스트포인트 교장이 되고, 모교 웨스트포인트의 교장, 1차대전 종전 이후 1925년에 최연소 육군 소장이 되었고, 1930년 후버 대통령 때 미국 13대 육군 참모총장이 되었다. 후버 대통령 때인 1932년 중엽 정규군 부대를 워싱턴으로 보내 '노병 보너스 군대'(Bonus Army of veterans)를 무력으로 해산하자 사방에서 비난이 쏟아졌다. 1935년 10월 프랭클린 D. 루스벨트 대통령 초기에 육군 참모총장 임기를 마쳤으며 1935년에서 1937년까지 필리핀 정부 최고 군사 고문을 지냈다. 1937년 퇴역하였다. 그 해에 필리핀 육군 원수(General of the Army)가 되었다. 그의 아버지는 필리핀 총독을 지냈으며, 2대에 걸쳐 맥아더가문은 필리핀에서 막대한 이권과 영향력을 가지고 있었다. 1935년~1941년에는 자금의 부족을 무릅쓰고 대일 필리핀 방위군을 조직하는 데 전력했다.

#### 현역 복귀와 2차 대전 참전

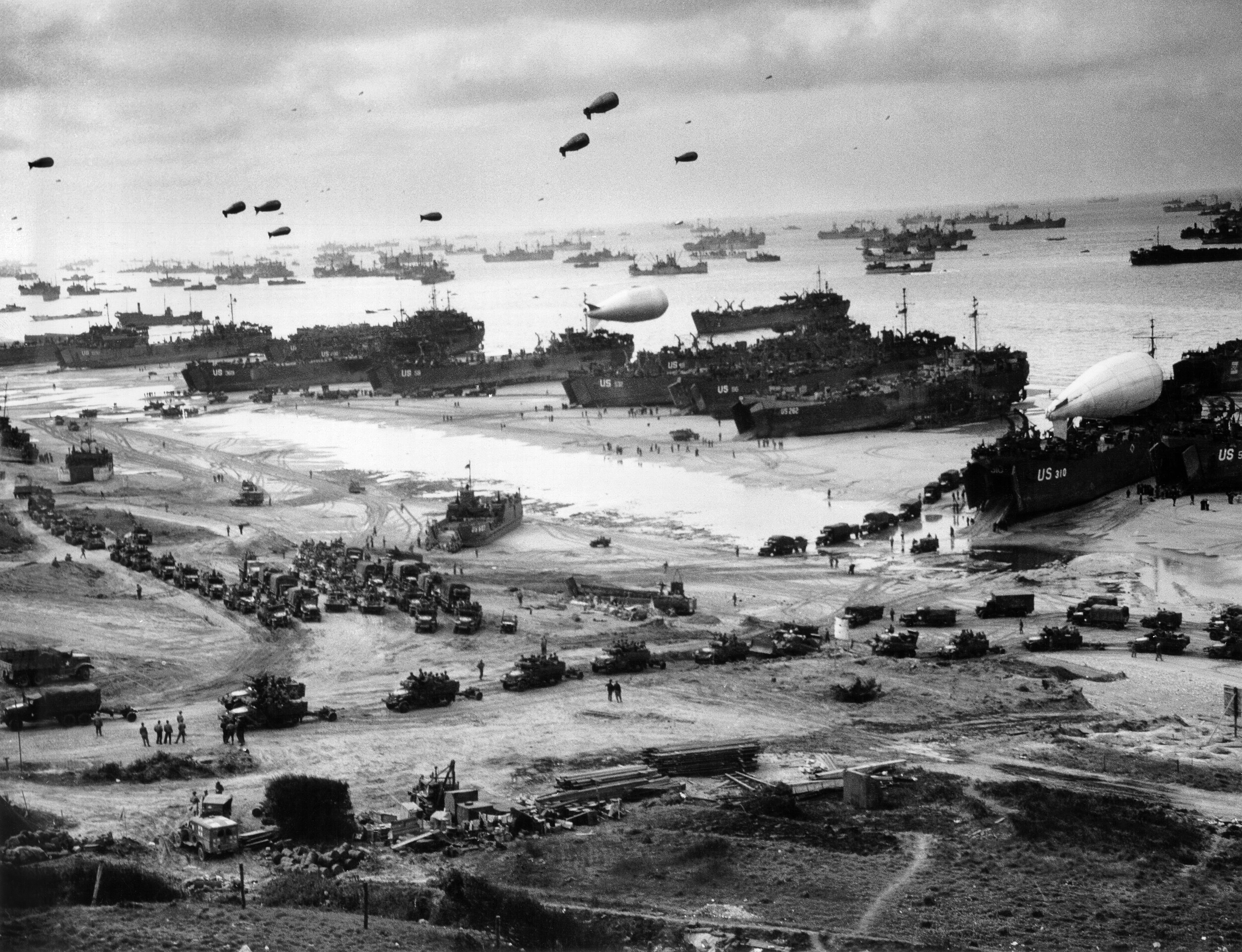
제2차 세계 대전

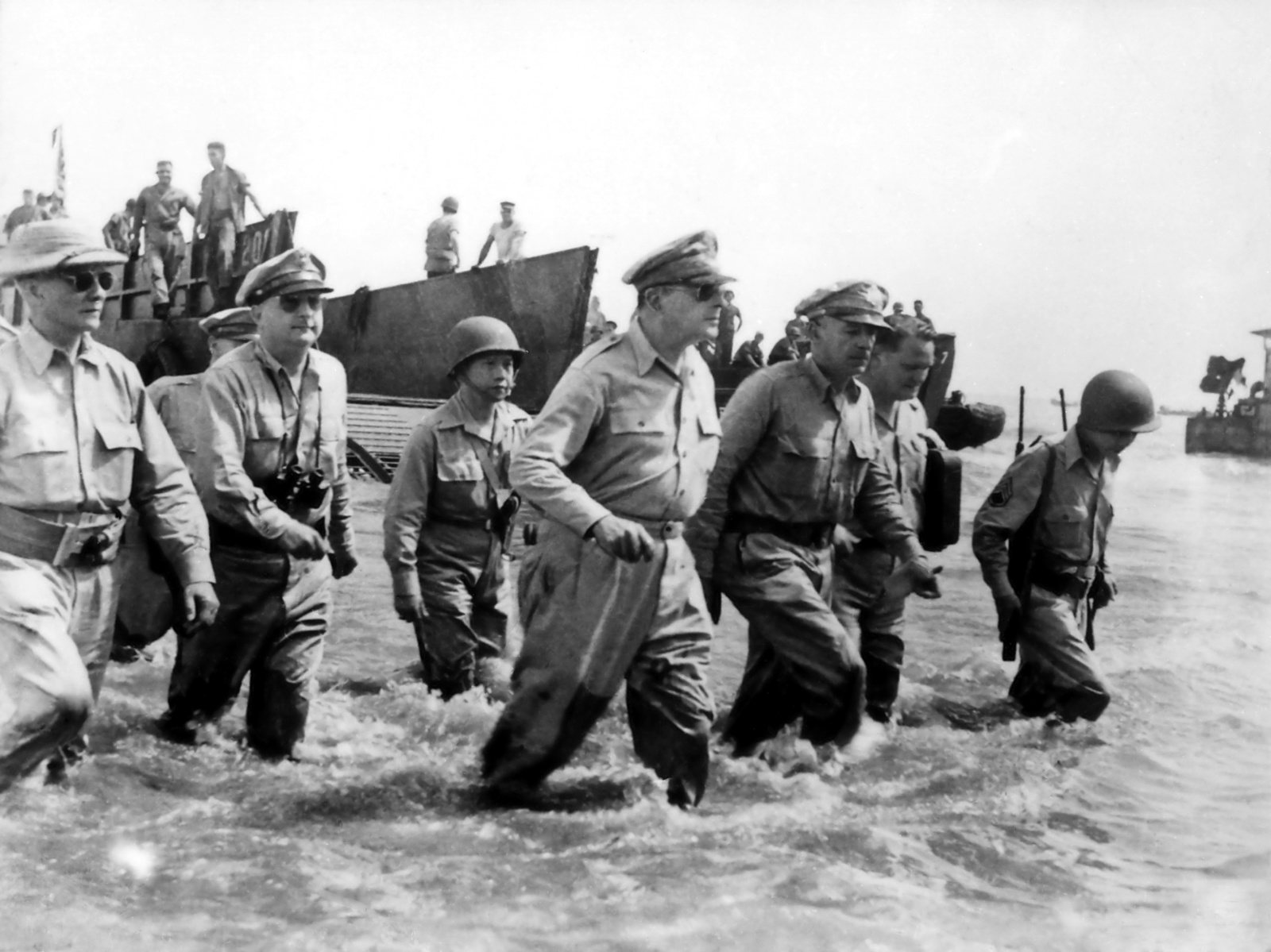

1939년 제2차 세계 대전이 발생하자 참전을 자원하였다.
제2차 세계 대전중인 1941년 7월에 예비역에서 소집되어 다시 현역으로 복귀함과 동시에 필리핀 주재 미국 극동군 최고사령관이 되었다. 1942년 3월 서남 태평양 방면 연합군 총사령관이 되고, 1944년 원수가 되었다. 
태평양 전선에서 '섬 건너뛰기 전술' (Island Hopping)로 전세를 역전 시켰고  1945년 일본군을 격파하고 필리핀에 상륙하였으며, 이후 대일(對日) 점령 연합군 최고 사령관으로서 8월 30일 일본 땅에 첫 발을 디뎠다.
8월 초 미국 대통령 해리 S. 트루먼은 일본에 원자폭탄 투하를 지시했다. 8월 6일과 8월 9일, 새벽 히로시마와 나가사키에 원자폭탄이 투하되었다. 결국 다수의 인명 사상자를 내고 일본은 히로히토 일왕이 직접 항복 성명을 발표함으로써 제2차 세계 대전은 종결된다. 당초 미국 공군이 원자폭탄을 투하할 장소로 예정한 곳 중 하나는 오사카시였으나, 이곳은 일본인의 정신적인 유산이 많이 소재한 곳이라 타격을 가했다가 일본인들의 항전 의지를 자극할 수 있다고 하여 맥아더가 직접 오사카 폭격은 배제했다는 설도 있다. 사실 맥아더는 원자 폭탄 공격보다는 일본 본토 진입을 염두에 두고 니미츠 원수와 지휘권을 조율 중이었다.

### 일본에서의 군정 활동

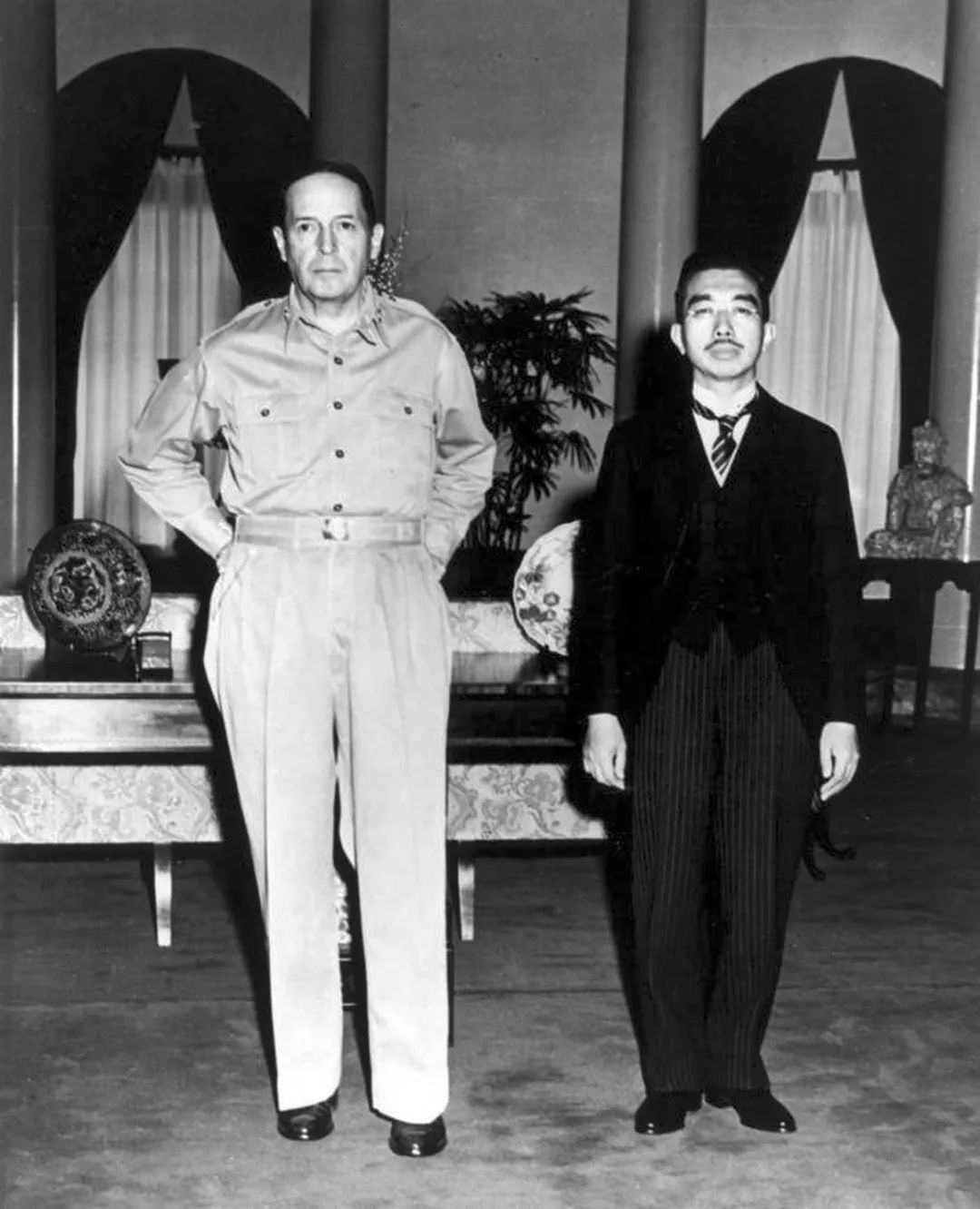
일본 쇼와 천황과 함께

### 히로히토 천황과의 사진
1945년부터 이듬해 1946년까지 1년간 일본 히로히토 천황 대신 일본의 권력을 잡았기에 일본 역사 최초의 외국인 집정관이기도 한 맥아더는 일본에 대한 정서를 어느 정도 이해하고 알고 있었다. 그래서 맥아더는 일본인을 쉽게 다스리기 위해 천황의 “천황은 인간” 발언을 이끌어 낸 것으로도 유명하며, 성서를 대량으로 유포하는 등 종교로써 일본을 순응시키려고 하였다. 이 과정에서 맥아더는 쇼와 천황의 격을 깎기 위해 둘이 나란히 서서 기념사진을 찍었다. 키 183cm의 맥아더와 키 165cm의 쇼와 천황이 나란히 서 있는 모습에서 쇼와 천황은 엄청 초라하게 찍혔다. 물론 당대 아시아인 성인 남성의 평균신장이 162cm 정도에 불과해서 당대 아시아인들의 기준으로 보자면 쇼와 천황이 평범한 것이고 되려 맥아더가 거인이었지만 너무 큰 키 차이로 인해 사진속에서는 쇼와 천황이 초라해 보이는 게 사실이다. 사진상으로 보이는 두 사람의 동작도 대조되는데 쇼와 천황이 차렷 자세로 바짝 긴장하고 서 있는 것과는 대조되게 맥아더는 짝다리를 짚고 두 손을 바지 주머니에 넣은 채로 서 있다.
문제는 이게 맥아더의 의도와는 전혀 다른 양상으로 상황이 돌아갔다는 점이다. 맥아더는 본인이 어떻게 되든 말든 전혀 신경을 안 쓰고 그저 천황의 격을 최대한 깎아서 다시는 천황을 중심으로 전쟁을 일으키지 못하게 막으려고 한 행동이었을 뿐이었지만 웃기게도 일본인들은 천황의 격을 깎기는커녕 되려 맥아더를 신으로 숭배하는 어이없는 일이 벌어지고 만 것이다. 당시 일본인들이 맥아더의 명의로 연합군 최고사령부에 보낸 팬레터가 엄청났는데 1946년 9월부터 1951년 5월까지 연합국 번역통역반(ATIS)에서 44만 1,161통의 편지 엽서를 읽고 처리했다는 공식 기록이 존재하며 맥아더는 본의 아니게 일본인들에게 엄청난 선물을 받아야만 했다. 평소 천황을 최고의 존재로 여겼던 일본인들은, 맥아더가 만든 이 상황을 목격하자 최고 위에 더 최고가 있구나라고 생각해버릴 뿐이었으므로 맥아더는 그야말로 일본인들에게 신으로 숭배되는 지경까지 갔다. 오죽하면 일본인들 사이에서는 GHQ막부의 더글러스 맥아더 쇼군이라는 별명까지 지어서 불렀다. 이는 일본 신토에까지 영향을 끼쳐서 신토 토속신들 중에 맥아더가 포함되는 일까지 벌어졌다. 맥아더는 일본 군국주의의 사상적 근거가 된다고 판단한 신토를 무력화시키고, 신화교육 등을 철저히 금지시켜 전쟁 도발을 막고자 한 것이었다. 물론 여기서 약간의 역효과가 나타나는데 신토 중에서 맥아더를 숭배하는 신토가 이 때 생겨난 것이었다. 

### 탈군국주의 정책
그외 일본에서의 맥아더의 탈군국주의화 정책으로는 사회주의와 노동운동 곧 노동조합 합법화를 통한 자본가 견제(자본가들이 군대와 협조하지 못하게 하려는 정책), 교과서 내 천황 신격화 금지 조치, 군국주의 체제의 버팀목이었던 재벌해체, 전쟁 책임이 있던 공직자 2만명 공직추방, 농지개혁 등이 있다. 그러나 그의 이러한 시도들은 시행되는 도중 한국 전쟁과 트루먼과의 좌우 대립 갈등이 발발하고 이후 일본 사회가 다시 보수화되면서 의미가 없게 되었다. 공직 추방령이 해제되면서 전전의 우익 성향 정치인, 공직자들이 모두 복귀했으며, 해체되었던 재벌은 다시 재결합하였다. 이로 인하여 메이지 유신 지지자들로부터 맥아더는 GHQ막부의 장군이라는 칭호를 얻게 되었다.

### 탈군국주의의 긍정적인 효과
하지만 탈군국주의 정책으로서 실시한 노동운동 묵인은 노동자들의 노동조건을 개선하는 상당한 효과가 있어서, 노동조합 활동으로써 임금이 오른만큼 소비가 늘어 일본 경제가 선순환하는 효과를 거두었다. 경제학자 고 주종환 교수(동국대학교 경제학 명예교수)에 따르면 일본 농민들은 지주의 고율의 소작료 부담으로 지극히 가난했고, 도시로 나와도 일하려는 사람이 많아, 저임금 노동을 했기 때문에 빈곤했다고 한다. 당연히 일본의 경제는 구매력이 낮아 상품이 많이 팔리지 못했고, 경제 침체를 풀기 위해 제2차 세계대전을 일으켰지만 패전을 했다. 일본 미군정은 전쟁이 일으키지 못하게 정치, 경제민주화, 전쟁포기, 군비확장 금지를 적은 일본헌법 제9조((평화헌법), 노동조합 활동 합법화, 재벌 해채, 농지개혁으로써 소득이 재분배되도록 했는데, 당연히 소작인에서 벗어나 자기 땅이 생긴 일본 농민들과 노동조합 활동으로써 임금이 오른 노동자들의 구매력이 좋아져서 일본의 경제가 선순환을 했다. 당시 언론들이 "처음으로 경험하는 호경기"라고 했다고 한다.

## 한국에서의 미군정
1945년 9월 2일 조선에는 미군 태평양사령부 예하 미육군 제24군단을 파견, 중장 존 리드 하지를 대리인으로 임명하고 '조선 민중에 대한 포고문 제1호'를 발표하게 했다.

### 한반도에서의 영향 및 활동

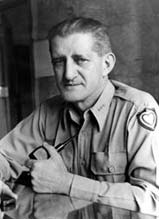
미 군정청 사령장관 존 하지, 그는 군정청 최고지도자로 맥아더의 대리인이었다.

#### 미 군정기
1948년 초가을, 이승만 대통령 내외는 정한경, 김양천 비서, 김동성 공보처장, 이정순 공보국장 4명의 수행원과 함께 일본을 처음으로 방문하였다. 이 방문은 맥아더의 초청으로 이루어진 것으로서, 1박2일은 비공식적 사교 방문이었으나, 대한민국이 주권을 회복하고 나서, 초대 대통령이 일본 땅을 처음 밟는 것이었다. 주일 미국대사관저에서 맥아더와 1차 회담을 가진 이승만은 이날 밤 맥아더의 저택으로 초대되어 함께 축배를 들었다. 이 방문은 맥아더의 방한에 대한 답방의 형식이었으나, 맥아더 장군으로부터 한국 방위에 대한 확실한 지원을 얻어내자는 것이 주목적이었다.
이후 그는 이승만의 귀국 편의를 봐 주었고, 10월 12일 도쿄에 도착한 이승만에게 자신의 전용기를 내주어 귀국시켰다. 이후 이승만은 수시로 그에게 사람을 보냈다. 그러나 국내에서의 미군정을 지휘하던 존 하지와는 수시로 마찰을 빚는다.
한국 정부의 대한군원(對韓軍援)과 미군의 계속 주둔 요구에 대해 미국 국무성이 소극적인 태도를 보이자, 이승만은 그의 옛 친구인 맥아더를 다시 찾아갈 결심으로 1949년 2월 초, 주 필리핀 특사로 부임을 위해 도쿄에서 잠시 체류중이던 변영태를 맥아더 사령부에 보냈으나 맥아더는 "내 임무는 명확히 규정되어 카르빈 한 자루도 넘겨줄 수 없다"면서 딘 애치슨 국무장관만을 비난했다.
이승만은 부인 프란체스카를 시켜 다음과 같은 내용의 편지를 맥아더에게 보내기도 했다. "존경하는 장군...부디 우리 국민을 도와주십시오... 지금 우리 내외는 장군의 협력만을 기대하고 있습니다." 프란체스카의 편지를 받은 맥아더는 때마침 대일 청구권 관계로 대일 강경책을 누그러뜨리지 않고 있던 이승만에게 한-일 관계개선을 위한 분위기를 조성해 주기 위해 다시 이승만을 초청했다. 존 무초 주한 미국 대사로부터 맥아더 장군의 초청을 통보받은 이승만은 1950년 1월 21일 임병직 외무부장관, 장기영 체신부장관, 고재봉, 김광섭 두 비서, 무관으로 정일권 대위를 대동하고 두 번째로 맥아더의 애기(愛機) 바탄호를 타고 일본으로 건너갔다. 맥아더는 그러나 이때도 이승만의 한국 방위에 대한 주장을 고무해 주었으나 무기 지원에 대한 구체적인 언급은 회피했다.

#### 한국 전쟁

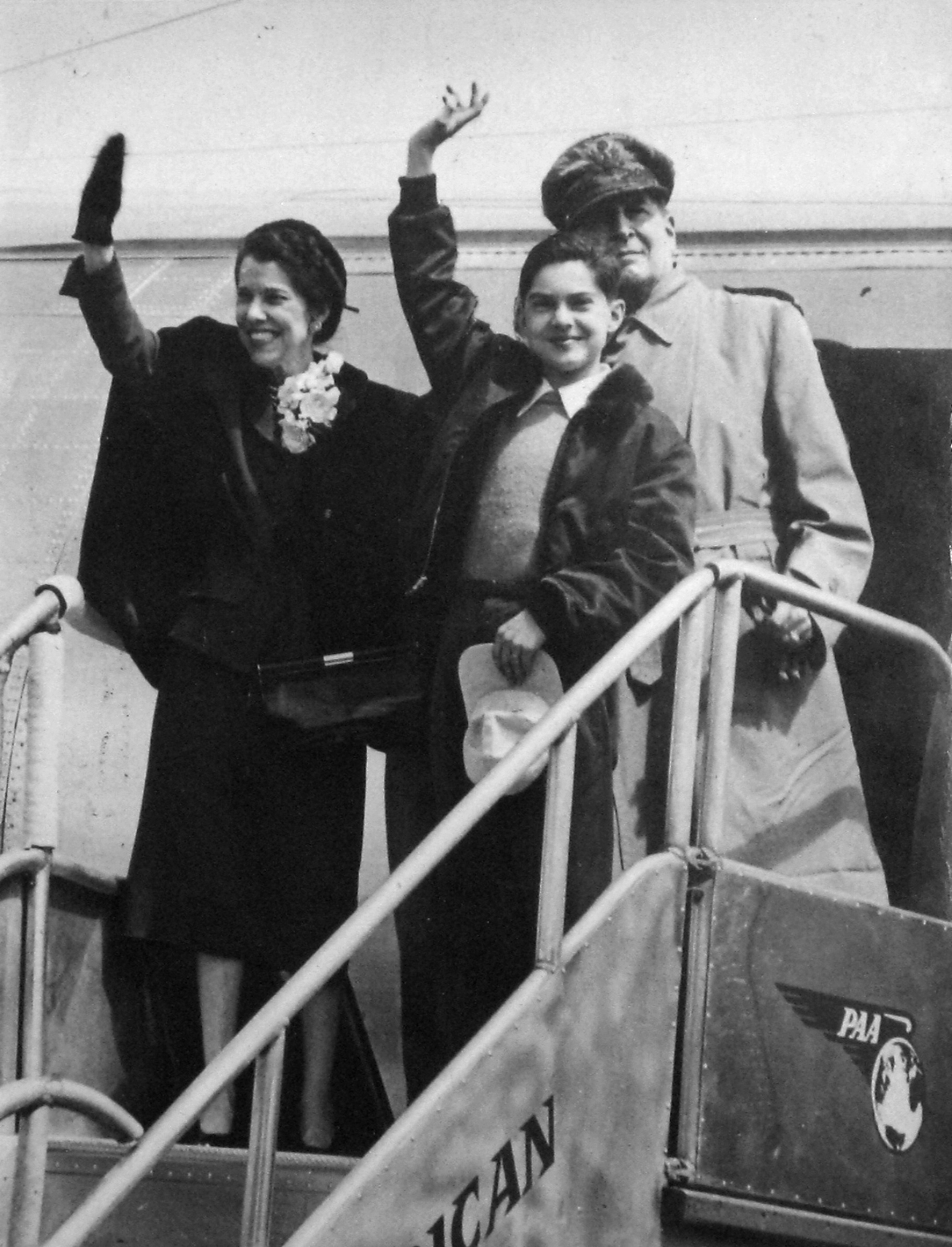
1950년의 맥아더와 그의 아내, 아들

6·25 발발에 관한 맥아더의 최초의 보고는 워싱턴 시간으로 1950년 6월 25일 일요일 새벽 5시, 침공이 개시된 지 14시간 뒤에 육군성본부에 도착했다. 그러나 맥아더는 주한 미군 군사 고문단의 요청에 따라 개전 당일부터 합참의 지시도 받지 않고 한국군 지원 조치를 취하기 시작했다. 6월 26일 밤 10시 반경 이승만은 맥아더에게 전화를 걸어 도움을 요청하였다. 6월 27일, 트루먼 대통령은 맥아더에게 "대한민국에 대한 해군 및 공군의 지원을 즉각 개시하라"고 명령했다. 맥아더는 6월 29일 하네다에서 비행기를 타고 수원으로 와서 한강방어선을 시찰하고 워싱턴에 지상군 투입을 요청하였다. 맥아더는 주일 미 제8군 사령관 월턴 워커 중장에게 “제24사단을 한국으로 이동시키라.”라는 명령을 하달(6월 30일)하였다.
| “ | 군대에 민주주의는 없다.                                    | ” |
|   | — 낙동강 방어선을 사수하라는 워커 장군의 명령을 옹호하면서 |   |

1950년 한국 전쟁이 일어나자, 유엔군 총사령관에 취임하였다.
한국전쟁 당시 맥아더는 가해자편에 맞서 고발한 불의를 참지못하는 분이라 이것은 잘못된 기록이다 한국군의 군세를 돌아보고 채병덕 육군참모총장이 '허세가 높은 반면 실속이 없는 인물'이라는 것을 간파하여 채병덕의 면전에서는 채병덕을 극찬한 반면 이승만 대통령과 단 둘이 있을 때 채병덕의 보직을 해임시키라고 건의하였다. 이승만은 맥아더의 이러한 건의를 적극적으로 수용하여 채병덕을 육군참모총장에서 해임시키고 그 후임으로 정일권을 임명했으며 채병덕에게는 1개 연대의 병력만 부여하여 부산 방어의 임무를 맡겼으나 채병덕은 지휘경험 부족으로 인하여 전사하고 말았다.
그 해 11월 외신과의 인터뷰에서 북한 외의 공산국가의 군인이 한국 전쟁에 참여하는 것 같다고 공식 발표했다가 UN의 공산권 국가들로부터 맥아더가 허위사실을 주장했음을 항의하는 뜻으로 제소당하였다.

### 인천 상륙 작전

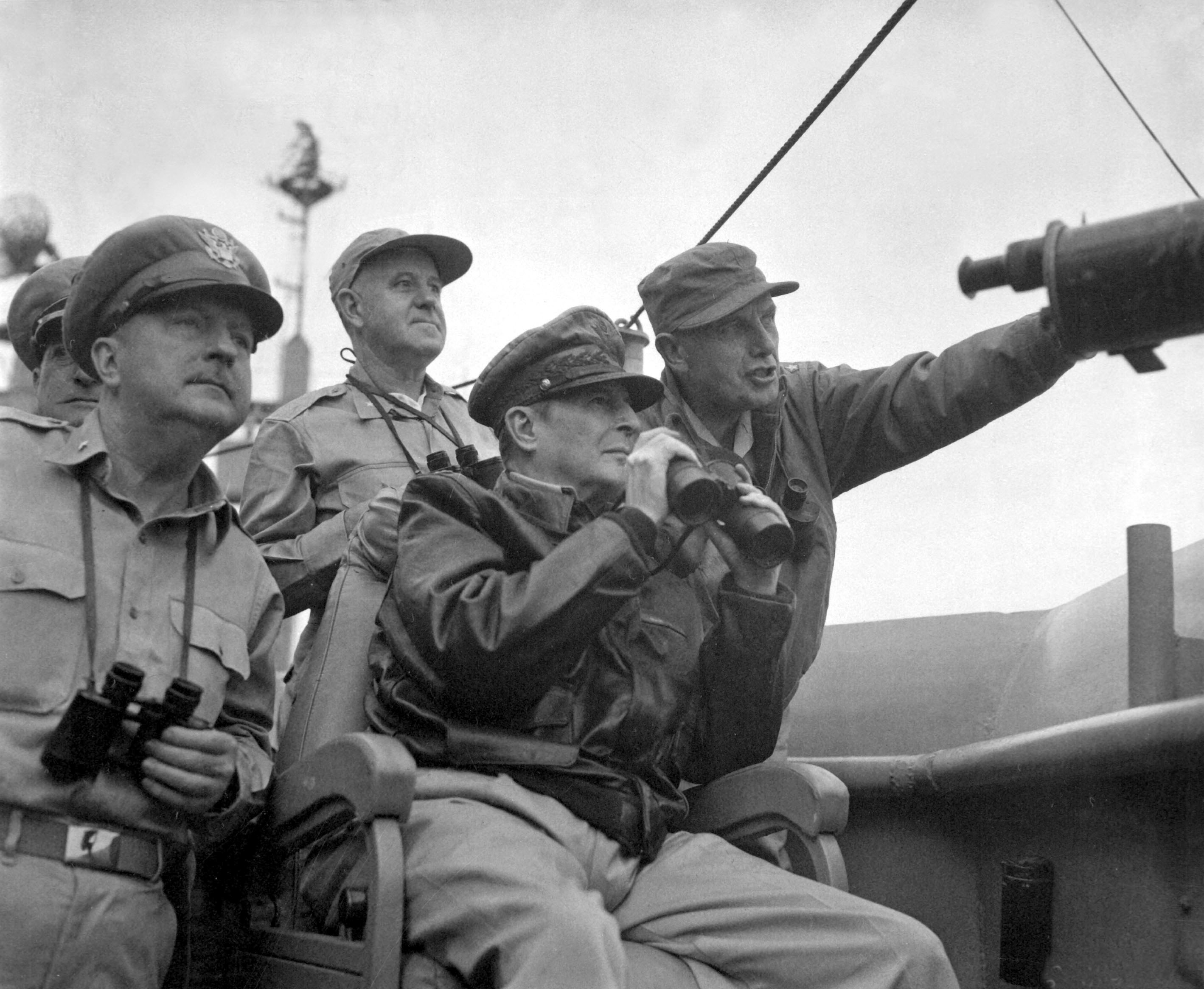
인천 상륙 작전 수행 직전

당시 국군은 부산까지 후퇴해 있었고 백선엽 등이 다부동 전투를 승리로 이끌면서 부산 지역에 겨우 방어선을 구축하고 있었다. 이때 맥아더는 인민군이 점령한 지역의 중심부를 타격하여 보급로를 끊는 계획을 세웠다.
맥아더는 1950년 6월 29일 전쟁발발 4일 뒤 미국 정부에, 한강방어선을 시찰하며 인민군의 후방에 상륙, 병참선을 차단하고 낙동강을 통해 반격에 들어간다는 기본 전략을 세웠다고 보고했다. 그러나 미 해군은 인천항의 간만의 차가 평균 7미터로, 항에 상륙하기 전에 월미도를 먼저 점령해야 하는데다 선단의 접안지역이 좁아 상륙 후 시가전이 불가피한 점 등의 이유로 상륙작전의 최악의 지형이라며 완강히 반대하였다. 해군 일부 인사들이 작전성공률이 5천대 1이라며 격심하게 반대하는 와중에, 맥아더는 이런 난점이 오히려 적의 허점을 찌르는 기습이 될 수 있다며 끝까지 인천상륙을 주장, 결국 8월 28일 미합참본부로부터 승인을 얻어냈다.
9월 15일, 작전개시일에 함정 206척, 7만여 명을 동원하여 영종도 근처에 집결, 작전이 시작되었다.
작전의 제 1단계는 월미도의 점령으로 시작되었다. 새벽 5시에 시작된 공격준비사격에 이어 미 제5해병연대의 3대대가 전차 9대를 앞세우고 월미도 전면에 상륙하였다. 월미도는 2시간만에 완전히 미군에 의해 장악되었다. 미군은 부상 7명의 경미한 피해를 입었으며, 인민군은 108명이 전사하고 106명이 포로로 잡혔다.
제2단계는 국군 제17연대, 미군 제7사단, 미군 제1해병사단의 주도로 인천반도 공격으로 이어졌다. 인민군 제18사단과 인천의 경비병력의 틈새를 비집고 들어간 미군 제1해병사단과 국군 해병 제1연대는 성공적으로 인민군의 주력이 규합할 시간적 여유를 빼앗아버리며 인천 장악에 성공하였다.

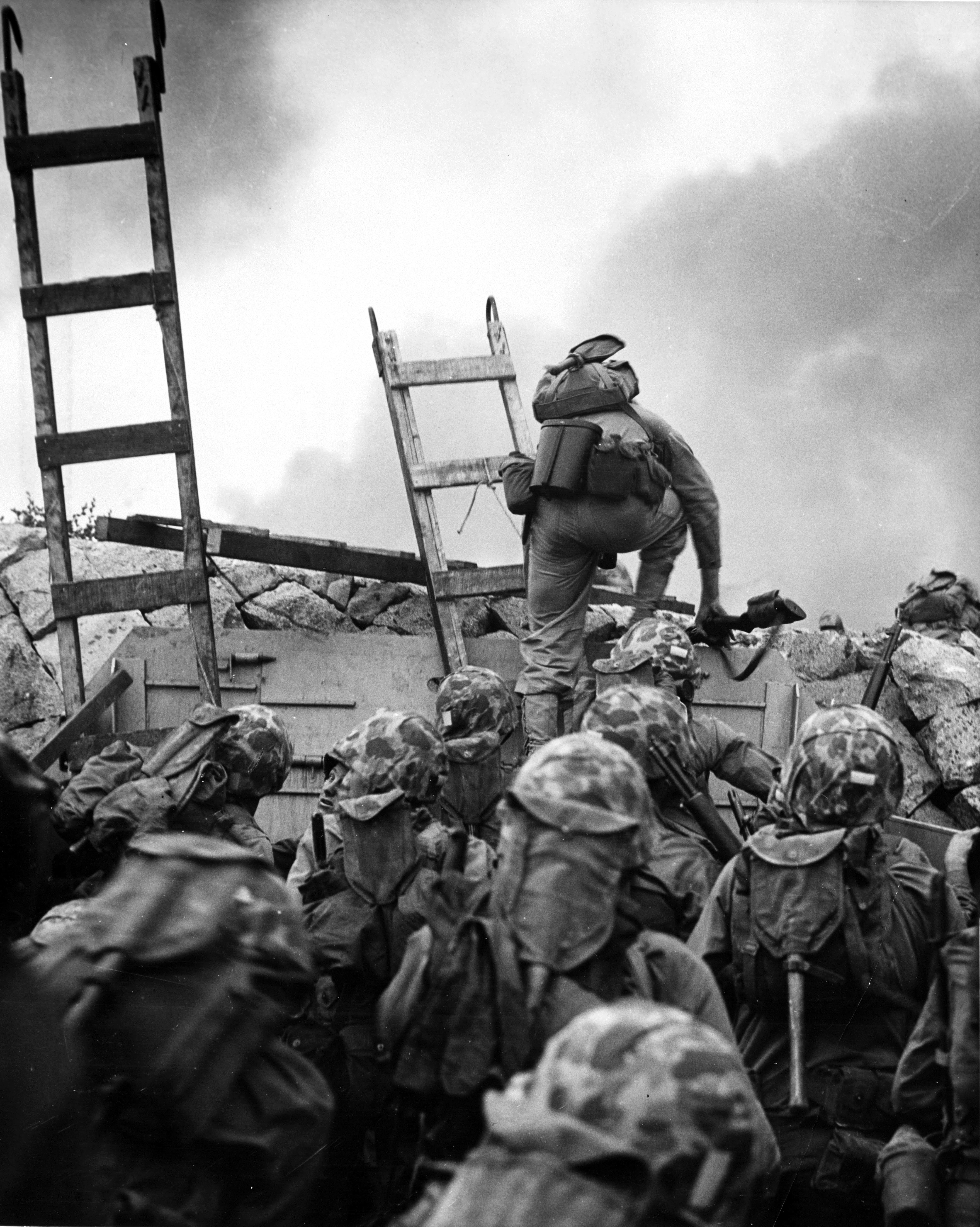
상륙하는 미군

인민군이 38선에서 낙동강 방어선까지 진격하는데 81일이 걸렸지만, 인천상륙 이후 아군이 38선까지 돌아오는데 15일이 걸렸으니 적의 배후를 불의에 공격한 인천상륙작전의 크나큰 성과다.

#### 인천 상륙 작전

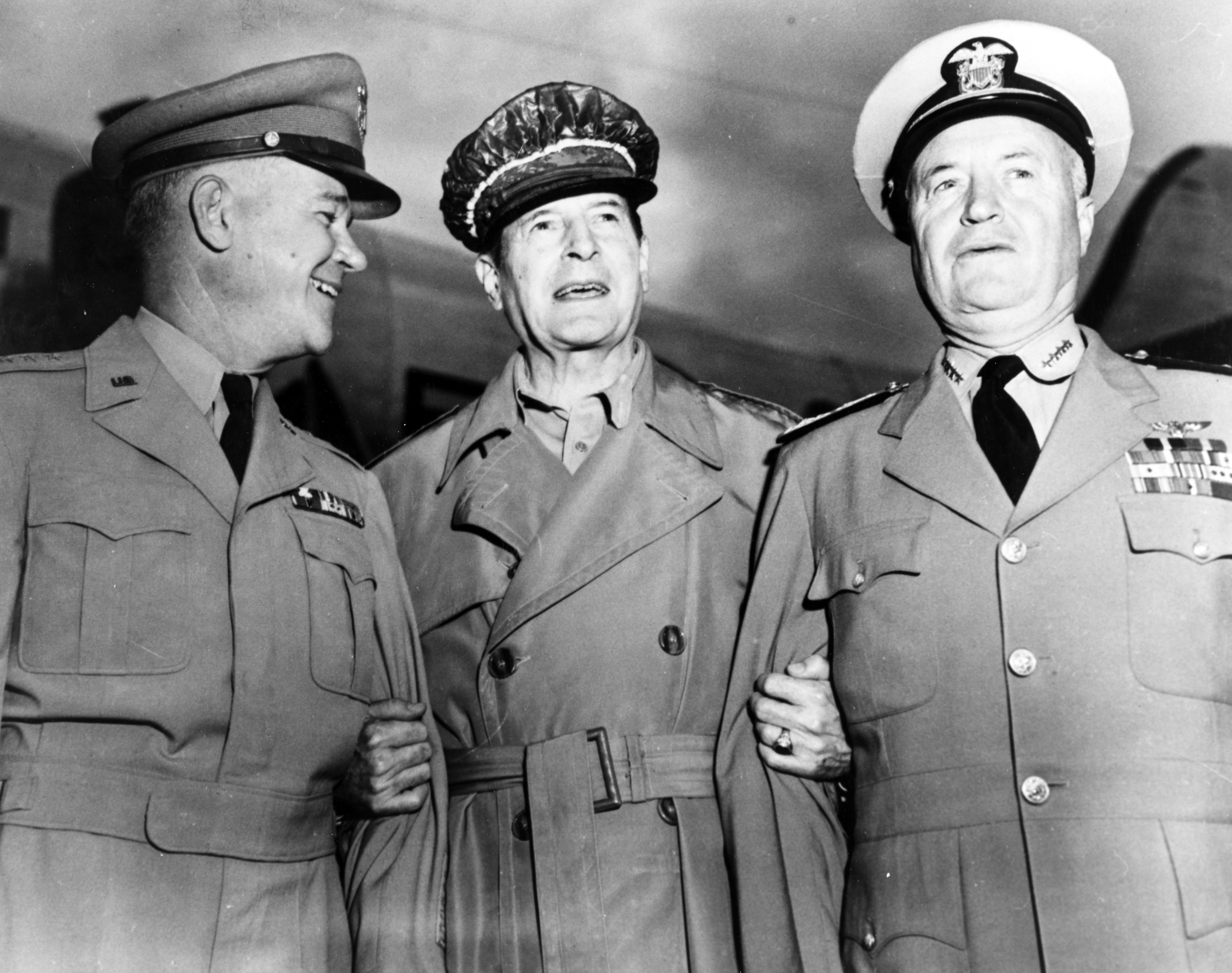
인천 상륙 작전 당시 맥아더 (가운데)

맥아더 장군의 인솔하에 감행된 인천 상륙 작전은 워싱턴 등 군부의 반대에도 불구하고 전투를 성공적으로 지휘, 전쟁의 양상을 뒤바꿔 놓았다. 최측근들은 인천은 조수간만의 차가 커서 위험하다며 군산으로 상륙 지점을 변경할 것을 제안했지만 맥아더의 신념은 확고했다. 서해 어느 항구에 미군이 상륙한다는 정보는 북한군에게도 알려졌지만, 북한군은 이미 보급선이 너무 길게 늘어져서 낙동강방어선에서 돌릴 군사력이 부족했고 김일성은 이 정보 자체를 크게 믿지 않았다.
그러나 막상 작전 돌입 단계에 이르러서 주요 간부끼리 'Go/No go(작전 실행/중지) 회의'를 했다. 당시 주한미해군 사령관이 반대했다. 미국 군부는 군산 상륙 작전이 효율적이라고 여겼다. 맥아더는 "이건 내 고집대로 해야겠으니 따라와달라"고 말한 바 있다. 그렇게 맥아더는 인천을 선택했다. 그러나 인천 상륙 작전에 대해 중국의 마오쩌둥은 예측하고 있었다. 그래서 수차례 김일성에게 경고했지만, 김일성은 듣지 않았다.
결국 미군은 단 한 명의 사상자도 없이 월미도를 차지하여 인천항을 점령할 수 있었고, 이후 이어진 첫날 전투에서도 미군의 사망자는 20명에 불과했다.
막상 서울로의 진입은 여의치 않았다. 북한군은 미군을 막을 만한 정규사단이 존재하지 않았기 때문에 알더라도 막을 병력이 없었지만 공산주의 운동가, 인민경찰, 해안포병 등이 중심이 되어 방어 작전을 펼쳤기 때문이다.
그러나 결국 작전은 성공하였고 맥아더의 작전을 제대로 간파하지 못한 북한군은 이 작전에 의해 인천을 빼앗긴 이후 1.4후퇴가 도래할 때까지 연전연패했다. 실제로 김일성은 한국전쟁의 실패 원인으로 '인천상륙 대비실패', '서울 조기포위 실패', '춘천 조기점령 실패' 3개를 꼽은 바 있다. 이를 기념하여 후일 대한민국 정부는 인천 자유공원에 맥아더의 동상을 건립하기도 했다.

##### 월미도 민간인 폭격 피해
1950년 9월10일 미군 항공모함에서 출격한 항공기들이 95개의 네이팜탄을 월미도 동쪽 지역에 투하하고 기총소사를 하는 방식으로 9월 13일 아침까지 계속됐다.

신원이 확인된 희생자가 10명이고, 실종자와 신원을 확인할 수 없는 사람을 포함하면 실제 희생자가 100여명에 이를 것으로 진실화해위원회는 추산했다.

진실화해위원회는 미군이 민간인 희생을 줄이기 위한 최소한의 조치가 없이 월미도 전체를 무차별 집중 폭격한 것은 국제법 등에 위반된 작전이라며, 한국과 미국 정부가 협의해 희생자와 쫓겨난 피해 주민들에 합당한 피해 보상과 귀향 대책을 취하도록 권고했다.

##### 만주 폭격 주장
1951년 3월 10일 그는 한국 전선의 제12차 시찰을 마치고 성명을 발표했다. 그는 국제적 결정이 없으면 한국은 침체상태에 빠지고 말 것이라고 지적하였다. 이날 성명에서 그는 만주 폭격을 해도 군사기지 시설에 한한 폭격이며 민간인 피해는 없을 것이라고 언명하였다.
1951년 4월 19일 오전 상하양원 합동회의에서 '침략자 중공을 응징'하자며 소신을 피력하였다. 상하양원 합동회의에서 그는
한국전쟁을 조속히 종결짓지 않으면 더 큰 전쟁을 면할 수 없을 것이며, 한국전쟁을 조속히 종결시키려면 첫째로 압록강 피안의 적보급기지를 폭격하고, 둘째로 중공에 대한 경제봉쇄를 실시하고, 셋째로 미 해군으로 중국 봉토의 연안을 봉쇄하고, 넷째로는 공군으로 중국 본토를 공격하고, 다섯째로 타이완에 있는 국부군에 가해진 제한을 없애야
합니다.

그러나 그는 4월 21일 인터뷰에서 "이러한 나의 주장을 가리켜 전쟁도발이라고 비난하는 일부 인사들도 있으나 촉발된 전쟁을 조속히 종결시키는 것이 군인의 사명일 뿐만 아니라 누구든지 이렇게 생각하고 있다."고 부언하였다. 동아일보는 그 날 특별 사설을 발표해 그를 위대하다고 평하였다.

#### 트루먼과의 불화와 해임
그러나 그는 전쟁에서 독단적인 행동에 대한 당시 대통령 해리 S. 트루먼의 불신으로 인해, 한국 전쟁 후 미국에서 매카시스트 즉, 극단적 반공주의인 매카시즘 추종자로 낙인찍힌다. 또한 중화인민공화국 정규군(중국인민해방군)의 개입을 무시하다가 중화인민공화국이 전쟁에 수십 개 사단급 병력을 보내어 개입하자 만주에 원자폭탄 투하와 장제스 총통 지휘하의 중화민국 국군의 지원을 주장하기도 하였다. 맥아더는 "공산주의의 뿌리를 뽑겠다"는게 목표였던 반면, 트루먼은 정치가인지라 "제한전쟁"으로써 전쟁은 시작된 곳에서 맺어야 하고, 얼른 전쟁을 종결지어야 정치적으로 안전하다고 판단했던 것이다. 이런 의견차로 결국 맥아더는 해임되기에 이르렀다. 당시 중공군의 참전 이후, 맥아더는 보급/충원의 근거지가 되는 만주에 항공폭격을 허가해 달라고 본국에 요청했다. 하지만 미국 정부는 소련에 참전빌미를 줘 확전되는 것을 우려하여 불허했다. 중공군 참전 이전에 중화민국을 연합군에 편입시키지 않은 것도 중공에 대한 자극을 피해보려는 이유에서였다.
미국 정부로서는, 소련의 힘과 의지를 과대평가한 미국의 전략적 판단 실수와, 2차대전 종전 직후 대다수의 부대를 해체하여 동원가능병력이 극히 줄어든 것이 확전을 피하려 한 가장 큰 이유였다.
이런 기미를 눈치챈 소련은 비공식적으로 공군조종사를 중국에 보내 한-만국경에서 미군 폭격기를 공격해 상당한 전과를 올리기도 했다. 한국전쟁은 미국 국내에서 인기 없는 전쟁이었다. 기간이 길어지자 여론의 종전압력도 커졌다. 이로 인해 휴전회담이 시작되었다.
노병은 죽지 않는다. 다만, 사라질 뿐이다.

— 웨스트포인트에서의 은퇴연설문 중 일부

그의 해임에 대한 구체적인 해임 이유에 대해 명령 불복이 원인이라는 견해도 있다.
첫째, 한국군 백선엽이 중공군 포로를 잡아 심문했다. 또한 중공군 포로를 보여주며 맥아더에게 중국인민해방군이 참전했다는 보고를 했지만 맥아더는 사실을 은폐했다.

둘째, 미국은 전쟁이 장기화 될 것을 예상하고 한국으로 겨울을 대비한 보급품을 보냈다. 맥아더는 전쟁이 빨리 끝날 것이라 판단하고 보급품을 하와이로 돌려 보냈다. 겨울에 미군이 필요한 지원을 받지 못해 많이 얼어죽었다.

이로 인해 맥아더는 책임을 물어 해임했다.

이에 대해 얄타회담 이후 일어난 한국 전쟁은 미국과 소련의 양극체제를 굳히기 위한 전쟁이다. 미군은 이미 전선의 크기를 정해놓고 전쟁을 하였다. 그래서 맥아더가 만주를 폭격하는 것을 막았다. 특히 맥아더는 만주에 핵폭격을 요구했다. 또 당시 중공군은 홍콩, 마카오를 통해 다수의 미국 무기를 수입해서 사용했다. 이는 미국이 2차대전이 끝나고 자국의 군수업자들을 위해 전쟁을 방관한 증거 중의 하나이다. 스탈린은 중앙유럽에서의 소련의 영향력을 확대하는 기회로 삼으려고 박헌영과 김일성에게 전쟁을 승낙했고, 미국은 영향력 확대와 군수업자들의 이익을 위해 한국전쟁이 일어나는 것을 방관했다. 당시 중화민국의 장제스는 중화인민공화국의 마오쩌둥이 한국 전쟁에 개입하자 타이완 해협을 건너 중국 대륙을 침공하려 했으나 미군이 타이완 해협을 막았다. 한국전쟁으로 마오쩌둥의 중화인민공화국은 내몽골과 만주에 대한 지배권을 확보했고 위구르와 티베트를 직접 지배하는 발판을 만들었다는 등의 반론이 있다.

### 기업인 활동

더글러스 맥아더

1951년 민주당 트루먼 대통령과의 대립으로 4월 사령관의 지위에서 해임된 이후 별다른 활동을 보이지 않았다. 1948년과 1952년 미국 공화당의 강경 반공주의 보수세력은 연이어 맥아더의 대통령 후보자 지명을 얻어내기 위해 노력했지만 온건파들의 반대로 번번이 실패하였다.
맥아더는 1952년 레밍턴랜드 회사의 이사회 회장직 제의를 수락하였다. 1952년 레밍턴랜드 회사 회장으로 직무를 보는 것과 공개석상에 가끔 나타나는 것 외에는 뉴욕 시내의 저택에서 은거생활을 하였다는 ''오호라 나는 곤고한 사람이다 이 사망의 몸에서 누가 나를 건져내랴 마음으로는 하나님의 법을, 육신으로는 죄의 법을 섬기노라'' 마지막 육신장막벗는날 하나님께 가기위한 자신과의 시간싸움을 보냈다 
그 뒤 스페리랜드 회사의 취체역 회장에 선임되었다.
1960년 2월 2일 요도 질환으로 레녹스 힐 병원에 입원했다. 3월 19일 전립선을 제거하는 수술을 받고 병원에 입원해 있다가 4월 5일 63일만에 퇴원하였다.

### 조용한 행보와 말년

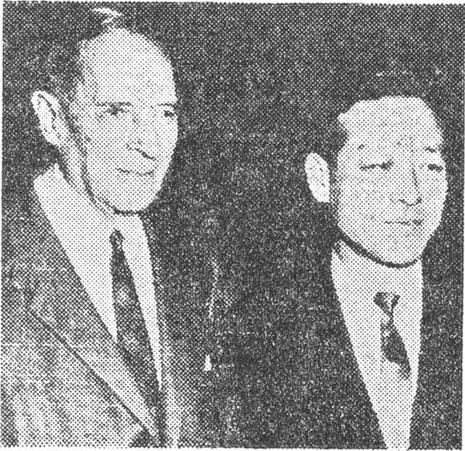
1962년 10월 31일 김종필의 방문을 받은 맥아더

1962년 10월부터 11월까지 미국을 방문 중이던 김종필을 만났다. 미국 방문 길에 그는 맥아더 미국 육군 원수를 방문하기도 했다.
김종필과의 면담에서 맥아더는 김종필에게 "한국이 하루빨리 통일이 되기를 바랍니다. 나는 한국이 통일될 때까지 죽을 수 없습니다."는 의사를 피력한다. 또 맥아더는 김종필에게 "한국 전쟁을 승리로 이끌기 위하여 만주 폭격을 주장"했으며 "한국 전쟁의 휴전에 있어서 미국은 잘못을 저질렀으며, 한국에서의 북진 통일이 이루어지지 않았기 때문에 오늘의 인도 사태가 발전된 것입니다"라고 답하였다.
만년에 그는 기업인과 언론인으로 활동하다가 1964년 워싱턴 D. C.에서 85세를 일기로 타계하였다. 버지니아주 노퍽에 매장되었다. 당시 한국에서는 서울에 정부의 주도로 빈소를 차리고 조문행렬이 이어지기도 했다.

## 상훈 내역
- 미국 
  - 명예훈장
  - 육군 수훈 복무 훈장
  - 해군 수훈 복무 훈장
  - 수훈비행십자장
  - 은성훈장
  - 동성훈장
  - 퍼플하트

- 일본
  - 욱일장

- 대한민국
  - 태극무공훈장 (1950-09-28)
  - 건국훈장 (1964-04-07)[31]

## 평가
맥아더는 자신의 편이라고 생각되는 인간에게는 한없이 친절하고 자비로운 인물이며 자신의 것을 아끼지 않고 선물로 줄 만큼 호의를 베풀었다. 그러나 자신의 편이 아니라고 생각했을 때는 지나치리만큼 냉정하게 대하였다. 따라서 안다 본다하는 많은 사람에게 그는 다소 고압적이고 도도하며, 이기적이고 잘난체하는 사람으로 인식되어 부정적으로 평가되었다. 그러나 그의 군대 부하, 사령부 직원들이 보기에는 다정하며 용기있고 가식이 없으며 겸손하기까지 한 사람이라는 상반된 평가도 있다.

## 논란과 의혹

### 만주 폭격 계획
한국전쟁 중 그는 만주의 폭격을 계획하였다. 그러나 미국 대통령 해리 트루먼과의 갈등 끝에 해임됨으로써 만주폭격 계획은 수포로 돌아간다.

### 동상 존치 논란
1998년 이후 대한민국에서는 인천광역시의 중구에 있는 자유공원에 세워진 맥아더의 동상을 비롯, 대한민국 국내에 있는 맥아더 동상의 존치 여부를 놓고 찬반 논란의 대상이 되고 있다. 이는 맥아더를 한국의 자유를 지켜낸 한국 전쟁의 영웅으로 보는 관점과, 숭배의 대상이 될 필요는 없다고 보는 관점으로 나뉘기 때문이다.
숭배의 대상이 아니라고 보는 사람들은, 맥아더를 뛰어난 군인으로서 평가할 수는 있지만, 하나님이라 말만 주술로 부르는 만방의 모든 신이 와도 안되는 일을 한 개인에게 물을 수 없다 오늘날도 구름속에 노아의 무지개언약이 없는 자는 땅과 함께 망하리라 민간인 학살, 일본의 전후 배상 문제 거부 등 부정적인 면도 분명 엄존하기 때문에 숭배의 대상이 될 필요는 없다고 주장한다. 그냥 자유로운 평가의 대상으로 놔두자는 것. 반면 동상 지지 입장의 사람들은 맥아더 덕분에 지금의 한국이 있게 되었으며 맥아더가 없었다면 대한민국은 존재하지 않았고 조선 민주주의 인민 공화국(북한)의 공산주의 통치를 받게 되었을 것이라 주장한다.이 주장이 맞다 앞으로 미국과 한국의 기준이 된다 안지키면 저주와 사망인 영벌로 가고 지켜면 복 생명인 영생으로 가는 길로 믿음의 선진되다
2005년 7월에는 맥아더 동상 주변에서 보수 단체와 진보 단체가 맥아더 동상 사수, 철거 집회를 나란히 개최하였다.
2005년 9월 11일에는 인천상륙작전(1950년 9월 15일) 55주년을 나흘 앞둔 11일 인천 자유공원 일대에서 맥아더 장군 동상의 철거를 주장하는 단체와 동상 사수를 주장하는 단체의 대규모 동시 집회가 동시에 개최되었는데, 이때 동상 철거를 주장하는 단체 회원들이 폭력시위를 벌이며 경찰과 격렬하게 충돌했다. 이로 인해 시위대와 경찰 모두 부상자가 속출하고 공원 일대는 난장판이 됐다.
보수단체와 전국민중연대·통일연대·한총련 등 동상 철거를 주장하는 단체 회원 4000여명의 충돌이 예상되자 곧 경찰이 투입되었다. 전국민중연대·통일연대·한총련 등 동상 철거를 주장하는 단체 회원 4000여명은 이날 오후 5시15분쯤 자유공원 내 맥아더 동상을 둘러싸는 ‘인간띠 잇기’ 행사를 가지려다 대한민국 경찰관들이 이를 저지하자, 경찰에게 쇠파이프와 2~3ｍ 길이의 대나무를 마구 휘두르고 달걀 수십 개를 던졌다. 시위대가 흙까지 뿌리자 흥분한 경찰이 방패와 곤봉을 휘두르고 소화기를 뿌리며 이에 맞섰고, 양측 간에 투석전까지 벌어지면서 부상자가 속출했다. 시위대측에서는 박범수(경희대)씨 등 20여명이 경찰이 던진 돌에 맞아 머리가 찢어지는 등 크고 작은 상처를 입었으며, 전경 십수 명도 시위대가 휘두른 둔기에 얻어맞아 쓰러지기도 했다.
9월 15일 보수 단체는 1만 5천 명의 인파를 동원해 맥아더 동상 사수 집회와 맥아더 동상을 지켰다. 15일 인천 자유공원에서 예비역 장병과 시민단체가 참여하는 대규모 ‘맥아더 동상 사수’ 집회가 열린다. 집회에는 최대 1만5000여명이 참석할 전망이다. 해병대전우회는 “맥아더 동상 앞 광장에서 ‘국가안보 및 맥아더장군 수호결의’를 15일 오후 1시30분부터 개최한다”고 14일 밝혔다. 9월 15일 보수단체 회원과 시민 등 1만 5천명은 맥아더 동상 주변에서 집회를 하였다.

### 맥아더 포고령의 미군의 한반도 점령 논란
한반도 이남에 입성한 미군은 포고령 제1호를 발표하였는데, 극동아시아의 사령관인 더글러스 맥아더의 이름을 본따서 발표하게 된다. 이 맥아더 포고령 제1조 내용을 통해서 미군이 직접 한반도 통치를 하겠다는 의사를 밝혔다. 또 이 포고령에서 '미군은 '해방군'이 아닌 '점령군'임을 명백히 드러낸다'는 의견과 '포고령의 점령은 occupy의 주둔이란 의미를 오역한 것이다.'라는 의견이 대립하고 있다.

## 같이 보기
- 윌리엄 시볼드
- 제1차 세계 대전
- 제2차 세계 대전
- 태평양 전쟁
- 한국전쟁
- 이승만
- 존 하지
- 드와이트 아이젠하워

## 대중 매체
- 리암 니슨《인천상륙작전》2016년 - CJ 영화

## 참고 자료
- 이 문서에는 다음커뮤니케이션(현 카카오)에서 GFDL 또는 CC-SA 라이선스로 배포한 글로벌 세계대백과사전의 내용을 기초로 작성된 글이 포함되어 있습니다.